# Amelia Martin Kaden
Amelia Martin Kaden (Ohio, 5 maart 1870 - Charlevoix County, Michigan, 19 september 1939) was een pionier en lerares. Haar leven vormde de inspiratie voor het boek Little Mossback Amelia.

## Jeugd
Toen Amelia Martin ongeveer zes jaar was vertrokken haar ouders van Ohio per trein naar Petoskey. Ze vestigden zich uiteindelijk in wat later Chandler Township zou worden. Door de pioniersomstandigheden waarin zij leefden kon Amelia op haar negende voor het huishouden en haar jongere broertjes en zusjes zorgen zodat haar moeder voor een zieke nabuur kon zorgen.
Ze haalde haar bachelor in pedagogische studies aan de normaalschool van Ypsilanti.

## Werk en leven
Amelia gaf les aan verschillende scholen waaronder de openbare school in Boyne en Advance. Ze stond erom bekend meer kennis van de natuur te hebben dan de daar aanwezige schoolboeken.
Ze ontmoette Frances Margaret Fox die de verhalen over haar jeugd in 1939 optekende in het kinderboek Little Mossback Amelia. Het gaat in het boek voornamelijk over de jaren dat Amelia met haar ouders in de North Woods woonde.
Amelia trouwde op 11 augustus 1889 met Fred Kaden. Ze kregen twee kinderen, Peter en Vera.